# Marc-Antoine Jullien de Paris
 (janvier 2014).
Pour les articles homonymes, voir Jullien.
Marc-Antoine Jullien, dit « Jullien fils » ou « Jullien de Paris », pour le distinguer de son père, dit « Jullien de la Drôme », né le 10 mars 1775 à Paris où il est mort le 28 octobre 1848, est un révolutionnaire, homme de lettres et pédagogue français.

## Biographie

### Origines familiales et jeunesse
Fils de Marc-Antoine Jullien, député de la Drôme à la Convention et de Rosalie Ducrolay, fille d'un négociant de Pontoise, il entre au collège de Navarre en 1785, mais ses études sont bouleversées par le début de la Révolution française.

### La Révolution française
Encouragé par sa mère, patriote ardente, il s'essaye au journalisme, collaborant dès 1790 au Journal du soir. L'année suivante, il s'affilie au club des jacobins, où il s'oppose à la guerre.
Au printemps 1792, il est envoyé en mission à Londres par Condorcet, alors président du comité diplomatique de l'Assemblée législative. En tant qu'élève-diplomate, il devient l'intermédiaire officieux entre les libéraux anglais et les dirigeants du parti gironde girondin, rencontrant  Talleyrand et lord Stanhope, chef de l'opposition à  Pitt.
De retour en France à l'automne, il est nommé aide-commissaire puis commissaire des guerres à l'armée des Pyrénées en janvier 1793. Par la suite, il est muté à Tarbes, avant d'être réformé « par défaut d'âge ». Réintégré le 16 avril, il rejoint l'armée des Pyrénées, avant d'être rappelé à Paris le 4 août.
Devenu un proche de Robespierre, il est envoyé en mission par le Comité de salut public dans les ports du littoral atlantique le 10 septembre 1793. Chargé d'assurer la surveillance de la situation militaire et la propagande jacobine, il envoie des rapports sur l'esprit public. À Nantes, il dénonce Jean-Baptiste Carrier dans une lettre à Robespierre, le 4 février 1794. Puis, à Bordeaux, il s'oppose à  Tallien et à sa maîtresse, Thérésa Cabarrus. Rappelé à Paris, il est nommé adjoint à la Commission exécutive de l'instruction publique. De retour à Bordeaux, le 18 mai, il épure la municipalité et le club, tout en assurant la chasse aux députés girondins cachés.
Marc-Antoine Jullien se voit déjà un grand personnage de la Révolution lorsque Robespierre est guillotiné le 28 juillet 1794. Destitué, il est arrêté le 10 août et envoyé à la maison de santé de Notre-Dame-des-Champs. Il témoigne lors du procès de Carrier, renie Robespierre dans des mémoires justificatifs et, avec l'appui de son père, recouvre la liberté le 14 octobre 1795, dix jours après l'échec de l'insurrection royaliste du 13 vendémiaire an IV.
Membre fondateur du club du Panthéon, il crée l'Orateur plébéien avec Ève Demaillot et Jean-Jacques Leuliette, une feuille démocrate modérée. Le 13 mars 1796, Merlin de Douai le fait entrer au ministère de la Police, où il devient responsable des radiations de la liste des émigrés. Suspect de sympathies  babouvistes, il doit se cacher après la découverte de la conjuration des Égaux en mai 1796, attendant octobre pour réapparaître au grand jour. Malgré des relations cordiales avec les conjurés, il se désolidarisa très vite, du fait d'une antinomie idéologique avec ces derniers car il est fidèle au constitutionnalisme néojacobin.
Il rejoint alors l'armée d'Italie, où il devient le rédacteur du Courrier de l'armée d'Italie d’août à novembre 1797. Il suit le général Bonaparte dans l'expédition d'Égypte en mai 1798, avant de rentrer en France avec Louis Bonaparte, pour raisons de santé.
Après son rétablissement, il se met au service du général Championnet, dont il devient le conseiller le 28 décembre 1798. Initiateur de la République parthénopéenne, il est nommé secrétaire général du gouvernement provisoire par Championnet le 26 janvier 1799. Toutefois, le Directoire, indisposé par ses tendances jacobines, le rappelle. Il est arrêté le 24 février. Déféré au tribunal militaire le 12 mars, il est libéré par le coup d'État du 30 prairial an VII (18 juin 1799).

### Le Consulat et l'Empire

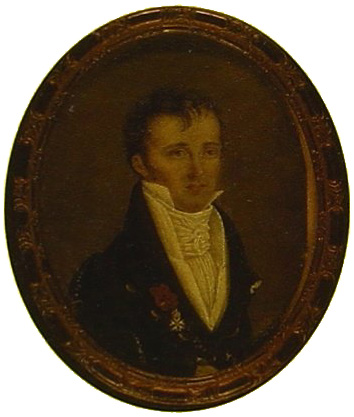
Marc-Antoine Jullien de Paris vers 1803.

Accueillant avec satisfaction le coup d'État du 18 Brumaire, il propose à Bonaparte un plan d'unification des états italiens en juillet 1800. Toutefois, comme il s'indigne des proscriptions antijacobines consécutives à l'attentat de la rue Saint-Nicaise, le 24 décembre 1800, il est relégué dans des fonctions d'intendant militaire à Paris. Il obtient cependant la croix de la Légion d'honneur en 1803.
Devenu suspect aux yeux de l'Empereur après une visite à Germaine de Staël à Chaumont-sur-Loire, il est envoyé dans le royaume d'Italie en 1810 ; passant par Yverdon, il fait la connaissance du pédagogue suisse Johann Heinrich Pestalozzi.
En 1813, son opposition à l'Empire lui vaut d'être interné.

### La Restauration et la monarchie de Juillet

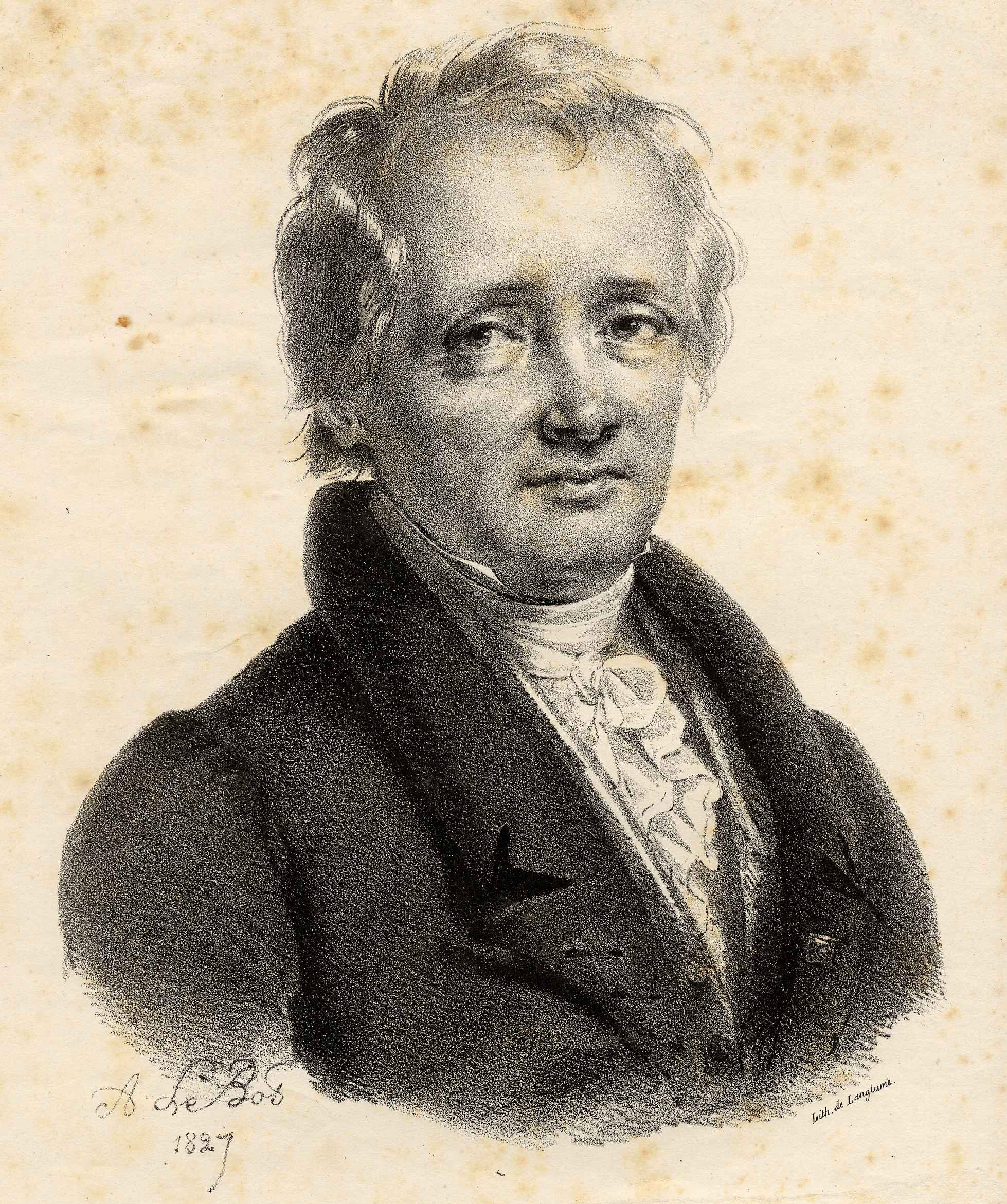
Marc-Antoine Jullien de Paris en 1827.

Libéré lors de la Première Restauration, il publie plusieurs journaux d'opposition entre 1815 et 1817 et se fait une réputation de pédagogue.
Correspondant de Pestalozzi, auquel il enverra ses trois premiers fils, Auguste, Adolphe et Alfred, à éduquer, à Yverdon, il devient l'un des promoteurs du système de l'enseignement mutuel.
Après sa mort, il est inhumé au cimetière du Père-Lachaise.

### Famille
En 1801, il épouse Sophie-Juvence Nioche, avec laquelle il a six enfants dont Antoinette-Stéphanie, future épouse de l'acteur et dramaturge Lockroy, et mère du journaliste et homme politique Édouard Lockroy, Pierre-Adolphe, ingénieur en chef du corps des ponts et chaussées, auquel on doit la construction du chemin de fer Paris-Lyon, et .

## Œuvres

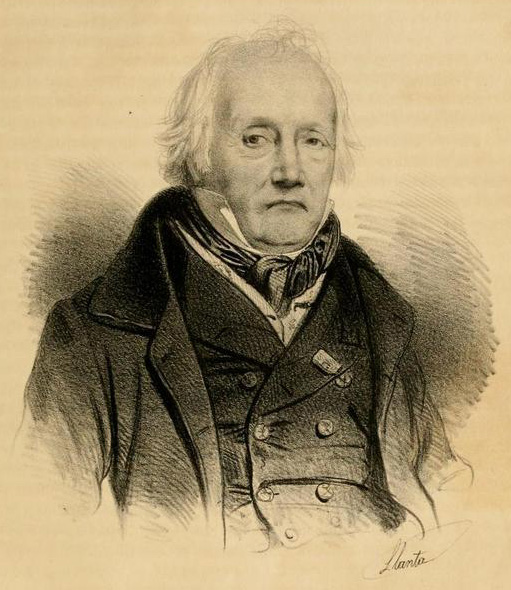
Marc-Antoine Jullien de Paris, fondateur-directeur de la Revue encyclopédique, gravure (1841).

- Opinion de Marc-Antoine Jullien sur le jugement de Louis XVI, 1792, 4 p.
- Rapport des opérations faites à Vannes (avec Pierre-Louis Prieur), 1793
- Marc-Antoine Jullien aux représentans du peuple composant le Comité de Salut public : rapport de ma mission à Bordeaux : Paris, ce 24 thermidor an 9 second de la République française, 1794
- Essai sur l'emploi du tems; ou, Méthode qui a pour objet de bien régler sa vie, premier moyen d'être heureux; destinée spécialement à l'usage des jeunes gens de 15 à 25 ans, 1810
- Esprit de la méthode d'éducation de Pestalozzi, suivie et pratiquée dans l'Institut d'Éducation d'Yverdun, en Suisse, 1812
- Quelques fragmens extraits du porte-feuille politique de Buonaparte ou mémoires sur les intérêts politiques de l'Italie et sur ceux de la France, 1814, 52 p.
- Quelques réflexions sur l'esprit qui doit inspirer les écrivains politiques, amis de la patrie et du roi, et diriger les membres des collèges électoraux dans le choix des nouveaux députés. (Douze août 1815), 1815, 14 p.
- Esquisse et vues préliminaires d'un ouvrage sur l'éducation comparée, et séries de questions sur l'éducation, 1817, 56 p.
- Esquisse d'un essai sur la philosophie des sciences, contenant un nouveau projet d'une division générale des connoissances humaines : contenant un nouveau projet d'une division générale des connoissances humaines, 1819
- Tableau synoptique des connoissances humaines, d'après une nouvelle méthode de classification, 1819
- Coup d'œil sur les progrès des connaissances humaines, en 1824, 1824, 21 p.
- La France en 1825 ou mes regrets et mes espérances : discours en vers, 1825, 151 p.
- Épître à Mr. Vandernat, ancien ministre de la République Batave, retiré dans une solitude philosophique auprès d'Arnhem, 1826
- Notice biographique sur Marc-Antoine Jullien : précédée d'un coup d'œil sur la situation politique et les besoins de la France et suivie de documents inédits, de lettres et de pièces jutificatives, 1831, 73 p.
- Lettre a la nation Anglaise, sur l'union des peuples et la civilisation comparée, sur l'instrument économique du tems, appelé biomètre, ou montre morale suivie de quelques poésies, et d'un discours en vers sur les principaux savans, littérateurs, poëtes et artistes, qu'a produits la Grande-Bretagne, 1833, 50 p.
- Essai général d'éducation physique, morale et intellectuelle. Suivi d'un plan d'éducation pratique pour l'enfance, l'adolescence et la jeunesse, ou recherches sur les principes d'une éducation perfectionnée…, 1835, 494 p.
- Exposé de la méthode d'éducation de Pestalozzi, telle qu'elle a été pratiquée sous sa direction pendant dix années de 1806 à 1816 dans l'institut d'Yverdun, en Suisse, 1842
- Le congrès scientifique d'Italie : réuni à Milan, le 12 septembre 1844, 1844
- À l'Angleterre savante et littéraire…, 1845
- Une mission en Vendée, 1793, notes [by M. A. Jullien] recueillies par É. Lockroy, 1893

### Archives
Les papiers personnels des familles Jullien de la Drôme et Jullien de Paris sont conservés aux Archives nationales de France sous la cote 39AP.